# Immersaria cupreoatra
Immersaria cupreoatra är en lavart som först beskrevs av William Nylander och fick sitt nu gällande namn av Calat. & Rambold. 
Immersaria cupreoatra ingår i släktet Immersaria och familjen Lecideaceae.   Inga underarter finns listade i Catalogue of Life.